# Svaz junáků – skautů a skautek republiky československé
Svaz junáků – skautů a skautek republiky československé (krátce též Svaz skautů nebo Svaz junáků – skautů RČS) byla nejvýznamnější československá skautská organizace v období první republiky.

## Organizace
V čele organizace stál náčelník a náčelní; tyto funkce vykonávali po celou dobu existence svazu A. B. Svojsík (považovaný za zakladatele českého skautingu) a Emilie Milčicová. Každodenní řízení mělo připadat starostovi, avšak tato role se změnila spíše v ceremoniální a reprezentační.
Územně byla organizace členěna na župy a okresy.

## Historie
Svaz vznikl 7. června 1919 pod názvem Svaz junáků – skautů Republiky československé jako pokus sjednotit všechny československé skautské organizace na podkladu Svojsíkova spolku Junák – český skaut; pokus o úplné sjednocení se nezdařil, Svaz však zůstal po celé období první republiky největší československou skautskou organizací.
Prvním starostou Svazu byl zvolen Josef Rössler-Ořovský – Comassagera, kterého v roce 1920 nahradil Josef Svatopluk Machar. Později se ve funkci starosty vystřídali čelní českoslovenští politici – Vavro Šrobár (1922–1928), Milan Hodža (1928–1930) a Edvard Beneš (1930–1935).
27. června 1919 zavedla organizace slibový odznak – lilii doplněnou dříve používaným štítkem s psí hlavou. Tento odznak se s malými úpravami v roce 1939 používá v Junáku dodnes. 9. května 1920 převzal nad Svazem na slavnostním setkání na Pražském hradě patronát prezident Tomáš Garrigue Masaryk. Při této příležitosti věnoval Svazu slavnostní prapor. Originál praporu zmizel během druhé světové války po zákazu skautingu nacisty, ve 30. letech však byla pořízena kopie, kterou Junák vlastní dodnes.
Počet členů Svazu postupně rostl – v roce 1920 měl 10 tisíc členů, v roce 1935 48 tisíc (tehdy byl po Anglii a Polsku třetí největší evropskou skautskou organizací), v roce 1938 65 tisíc. Do svazu během období první republiky vstupovaly a zase se od něj odštěpovaly různé menší organizace – např. Obec čs. Baden-Powellových skautů. Konkurenční skautské organizace byly povětšinou sdruženy ve Federaci československého junáka. V roce 1934 rozšířil Svaz v reakci na vzestup dívčího skautingu své jméno na Svaz junáků – skautů a skautek republiky československé.
Svaz se stal v roce 1922 zakládajícím členem Mezinárodní skautské kanceláře, předchůdce WOSM, Svojsík byl zvolen do jejího Světového výboru; dívčí odbor spoluzakládal v roce 1928 Světovou asociaci skautek (WAGGGS). Během Národních skautských slavností konaných v roce 1922 na Císařském ostrově v Praze Svaz utvořil s jugoslávskými a polskými skauty Svaz slovanských skautů, k němuž se později připojili i bulharští skauti. Toto sdružení ve 30. letech uspořádalo několik slovanských jamboree, předchůdců dnešního Středoevropského jamboree (1931 v Praze, 1935 v polské Spałe nedaleko Lodže). V roce 1933 chystal Svaz uspořádání světového jamboree, avšak nezískal dostatečnou podporu od státu, a proto se jamboree uskutečnilo v Maďarsku.
22. ledna 1939 se Svaz v reakci na společenský tlak v období druhé republiky sloučil s většinou ostatních tehdejších českých skautských organizací do jednotného spolku Junák – ústředí skautské výchovy, který je přímým předchůdcem dnešního Junáka. Junák se tak považuje za přímého nástupce Svazu; návaznost na svaz však deklaruje i alternativní skautská organizace Svaz skautů a skautek ČR.

### Počty členů
| Rok    | 1920      | 1922   | 1924   | 1926   | 1928   | 1930   |
| ------ | --------- | ------ | ------ | ------ | ------ | ------ |
| Oddílů | asi 300   | 584    | 745    | 872    | 970    | 906    |
| Členů  | asi 8 000 | 16 000 | 25 000 | 25 000 | 26 000 | 34 000 |